# Palackorrú delfin
A palackorrú delfin (Tursiops truncatus) az emlősök (Mammalia) osztályának párosujjú patások (Artiodactyla) rendjébe, ezen belül a delfinfélék (Delphinidae) családjába tartozó faj.
A legismertebb delfin, nemcsak az óceánokban és tengerekben való széles elterjedtsége okán, hanem, mert vele találkozhatunk leggyakrabban a delfináriumokban, filmekben.
Nevét különleges formájú, borospalackra emlékeztető szája („csőre”) után kapta, amit az első névadók orrnak néztek.

## Rendszertani helyzete
A palackorrú delfin (Tursiops truncatus) az emlősök (Mammalia) osztályának párosujjú patások (Artiodactyla) rendjébe, ezen belül a delfinfélék (Delphinidae) családjába tartozó faj. 
A faji besorolása még ma sem tisztázott. Hagyományosan két ikerfaját különítik el, a közönséges palackorrú delfint (Tursiops truncatus truncatus) és az indiai-óceáni palackorrú delfint (Tursiops aduncus). Ezek mintázatában és színében is vannak különbségek, az előbbiek színe inkább kékes, az utóbbiaké sötétszürke, a hason világos pettyekkel. Újabb kutatások szerint az indiai-óceáni faj a pettyes delfinek nemzetségébe (Stenella) tartozik.
Egyes rendszerek még két alfajt is megkülönböztetnek: a csendes-óceáni palackorrú delfint (Tursiops truncatus gillii), valamint a fekete-tengeri palackorrú delfint (Tursiops truncatus ponticus).

## Előfordulása
A palackorrú delfin az Atlanti-óceán partjainál, a Csendes-óceán mérsékelt északi övezetében, a Vörös-tengerben és az Indiai-óceán térségében egyaránt honos.
Világszerte elterjedt a melegebb, szubtrópusi és trópusi tengerekben, de a meleg áramlatok révén északra és délebbre, a mérsékelt égövben is előfordulhat, a legészakibb populáció Skócia partjainál él, de egyes példányok néha elérhetik a jeges-tengeri szigeteket és a Fehér-tengert is. Az egész Földközi-tengerben és a Fekete-tengerben megtalálható, helyenként gyakori. A Helgolandi-öbölben is rendszeresen megfigyelhető. Elsősorban a sekélyebb, part menti tengerrészeket kedveli, a kontinentális talapzat határáig. Gyakran látható öblökben és lagúnákban, sőt a nagyobb folyókba is felúszhat. A melegebb, sekélyebb vizekben élő delfinek kisebbek, mint az északiak.

## Alfajai
- csendes-óceáni palackorrú delfint (Tursiops truncatus gillii) Dall, 1873
- fekete-tengeri palackorrú delfint (Tursiops truncatus ponticus) Barabash-Nikiforov, 1940
- közönséges palackorrú delfint (Tursiops truncatus truncatus) Montagu, 1821 – szinonimája: Tursiops truncatus nesarnack (Lacépède, 1804)

## Megjelenése
Az állat testhossza a 230-380 centiméter, testtömege 250-500 kilogramm. A hímek nagyobbak, mint a nőstények. Arcorra rövid, az alsó állkapocs túlér a felsőn. Mindegyik állkapocsfélben 20-26 fog ül. Hátúszója hegyesen háromszögletű, láthatóan hátrahajlik. Háti része szürkés-barna vagy fekete, hasi része világosszürke vagy fehér. Homloka és arcorra sötét. Alkata erőteljesebb, mint a közönséges delfiné. A delfinek visszhang segítségével tájékozódnak (hangnavigáció) – az általuk kibocsátott ultrahang csettintő hangok sorozata a vízben vándorló „hangfalat” képez. Ha ezek a hangok szilárd tárgyba ütköznek, visszhangként verődnek vissza. A visszhangot környezetének pontos hangképeként értelmezi. Így tudja megállapítani zsákmánya nagyságát, elhelyezkedését, haladási irányát és sebességét.

## Életmódja

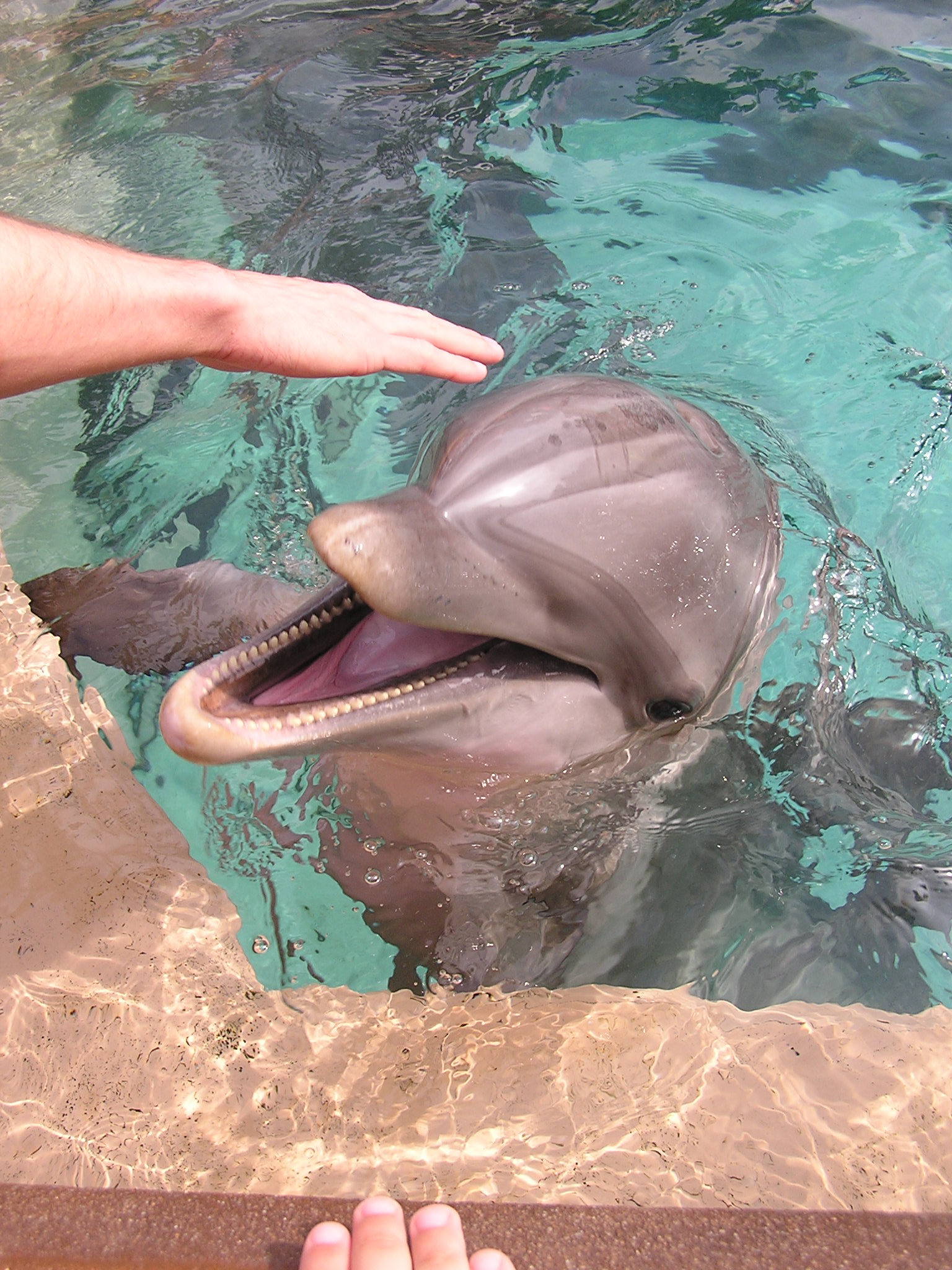
Sea World Orlando

A delfin csoportosan él, társaságkedvelő. Nagyszerű úszó, általában 5–11 km/h-s sebességgel halad, de képes felgyorsulni 35 km/h-ra is. Nem úgy alszanak, mint sok más emlős. Egyes kutatók szerint a két agyféltekéje felváltva pihen és aktív, mások szerint apró, pár másodperces alvási periódusai vannak.
A nagy tömegben együtt úszó zsákmányára összehangoltan, csapatban vadászik. Tápláléka partközelben élő halak, különösen csuklyás hal, szardella, közönséges makréla és lazac, valamint tintahal és garnéla. Egy delfin átlagosan 6-7 kilogramm tengeri állatot fogyaszt el naponta.
Természetes ellenségei a nagyobb cápák és a kardszárnyú delfinek lehetnek. Azonban ritkán válnak zsákmánnyá, sőt a cápákkal szemben sokszor maguk lépnek fel támadólag.
Fejlett szociális kapcsolatokon alapuló csoportokban él. Egy csapat többnyire egy tucat delfinből áll, de időnként több százan is összegyűlhetnek egy-egy kedvezőbb táplálékellátottságú területen. A csapatok összetétele változó: állhat a nőstényekből és utódaiból, vagy fiatal egyedekből (nőstényekből és hímekből) egyaránt. A kifejlett hímek többnyire egyedül, vagy 2-3 fős csapatokban élnek.

## Hanglokáció

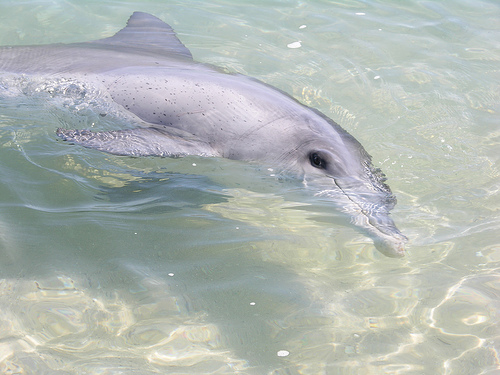

A szociális kapcsolatokat, beleértve a vadászat összehangolását is, fejlett kommunikációja segíti. A füttyök sorozatát több kutató nyelvnek véli. Ha ez igaznak bizonyul, akkor akár az ember és delfin kommunikációja is lehetővé válhat. Az biztos, hogy minden egyes delfinnek saját, megkülönböztethető "beszéde" van, amellyel információkkal szolgáltathat saját magát, helyzetét, kondícióját illetően a társai számára. Mások nem fogadják el a "delfin-nyelv" létezését, mindenesetre eddig 30 füttyjelet már meg tudtak különböztetni a tudósok.
A delfinek a homlokukban lévő, szonárként működő echolokációs szerv segítségével tájékozódnak a vízben. Nagyfrekvenciájú (akár 200 ezer Hz) hangokat bocsátanak ki, amely segítségével egy másodpercen belül észlelik az akár több száz méterre úszó halrajokat is. Maguk a hangképző szervek az orrüregben helyezkednek el, ezek az úgynevezett orrzsákocskák. Mivel a hanghullámok a szilárd anyagban is terjednek, a víz alatt csukott orral is gond nélkül tudnak hangokat kibocsátani a koponyacsontokon keresztül. A visszaverődő hangokat a szem mögött található apró fülnyíláson keresztül fogja fel hallócsontocskáival, amelyek a ceteknél a legkeményebbek az egész állatvilágban. A jobb tájékozódást az is segíti, hogy a két fül működése független, így egyértelműen meg tudja határozni a hang irányát. Egyes kutatások szerint a hangképzésben és -fogadásban az állkapocs elülső rész is szerepet vállal, amelyben rengeteg idegvégződés található. A látásuk is éles, viszont a szaglásuk fejletlen.

## Szaporodása

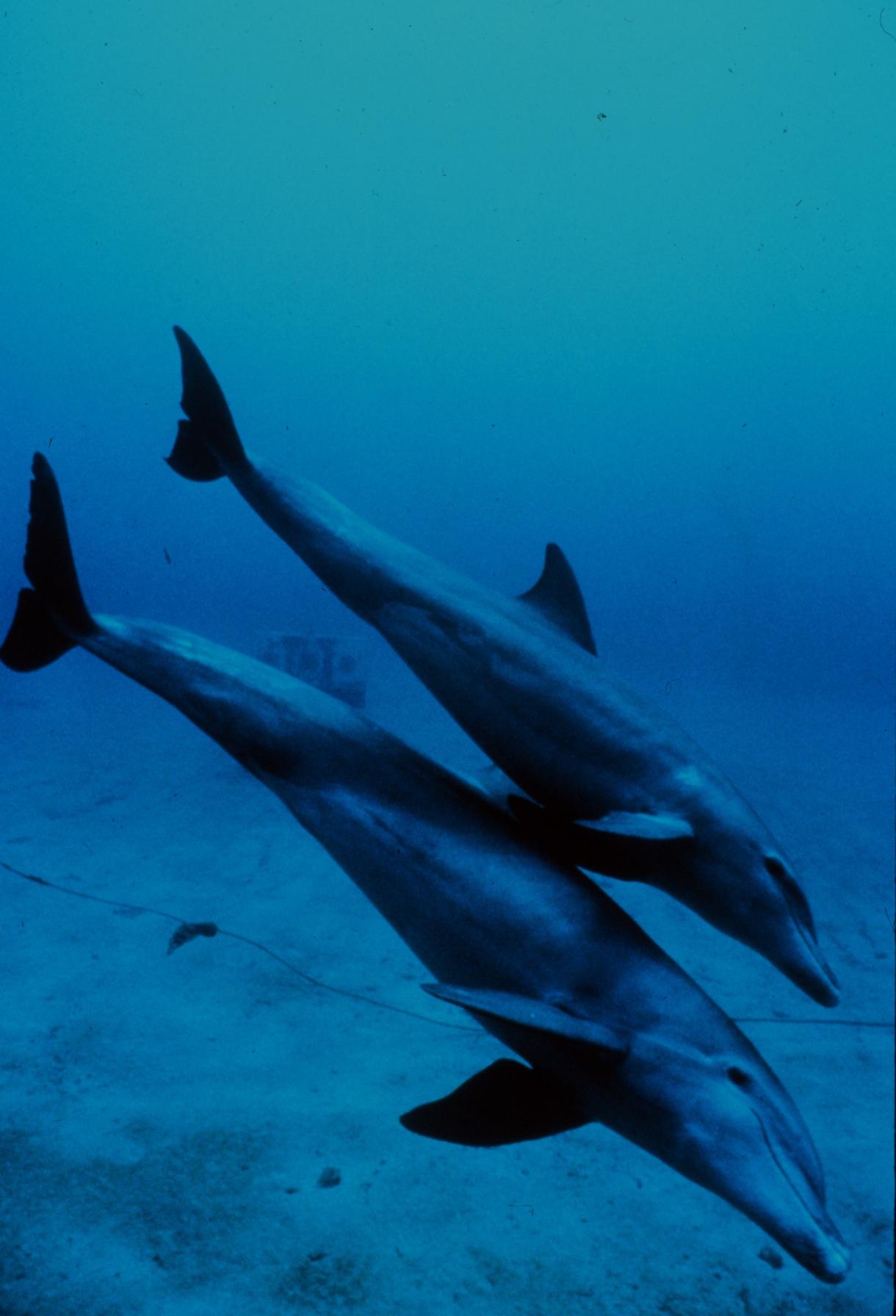
Palackorrú delfin anya és utódja

A hímek kemény csatákat vívnak a nőstényekért. A rövid ideig tartó párkapcsolatot a hím kezdeményezi, mikor a nőstényhez csatlakozik, és aktívan udvarol neki. Nincs meghatározott párzási időszaka, de a legtöbb újszülött nyáron jön a világra. A vemhesség 11-12 hónapig tart, ennek végén 1 utód születik. Az elválasztás 16 hónap után következik be. A nőstények rendszerint 2-3 évente ellenek, kivéve, ha az utóduk hamar elpusztul. Az anya és utóda között 4-5 évig marad fenn a rendkívül szoros kapcsolat. A nőstények 5-12, a hímek 9-13 évesen válnak ivaréretté. A nőstények körülbelül 40 éves korukig, míg a jóval stresszesebb életmódú hímek 30 évig élnek.

## Természetvédelmi helyzete
A palackorrú delfin és az ember közötti kapcsolat különleges. Rengeteg történet szól delfinek által megmentett hajótöröttekről, különleges barátságokról. A delfináriumokban a közönség is érzékelheti rendkívüli intelligenciájukat. Azonban ez sem akadályozott meg minket abban, hogy vadásszunk rájuk, húsukért, olajukért, vagy éppen azért, mert vetélytársaknak érezzük őket a tengeri élővilág kizsákmányolásában. Az ipari méretű halászat úgy is veszélyezteti a delfineket, hogy nem ők a célpontok, rengeteg delfin fullad meg például a tonhalhalászok hálóiban. Nincsen elég adat a faj állapotáról, természetvédelmi státuszáról. Bár több országban is védelmet élveznek, az intenzív halászat és a globális felmelegedés feltehetően erősen veszélyezteti.

## Képek

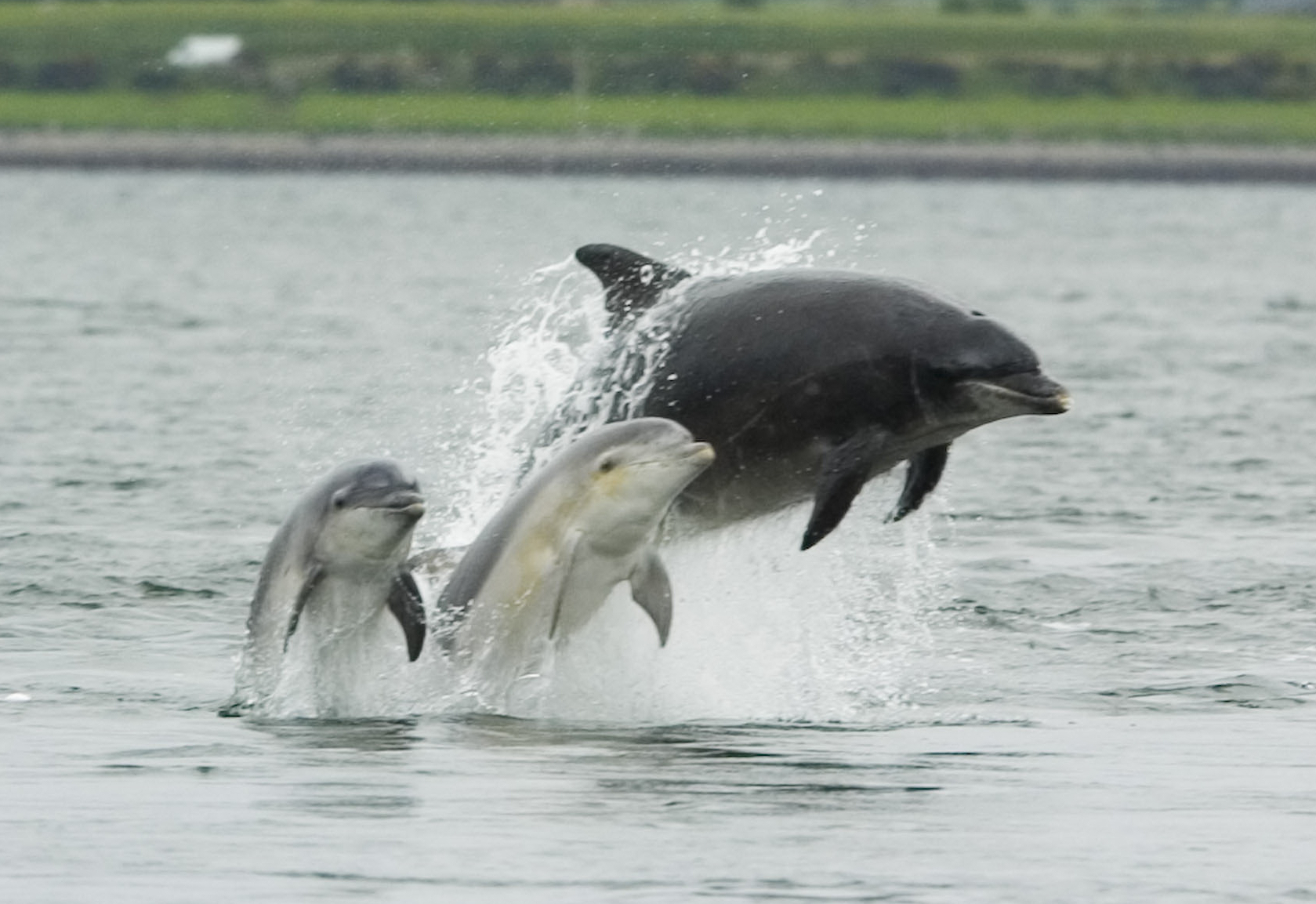
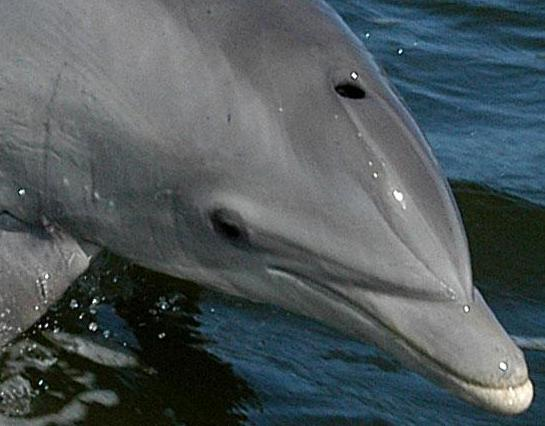
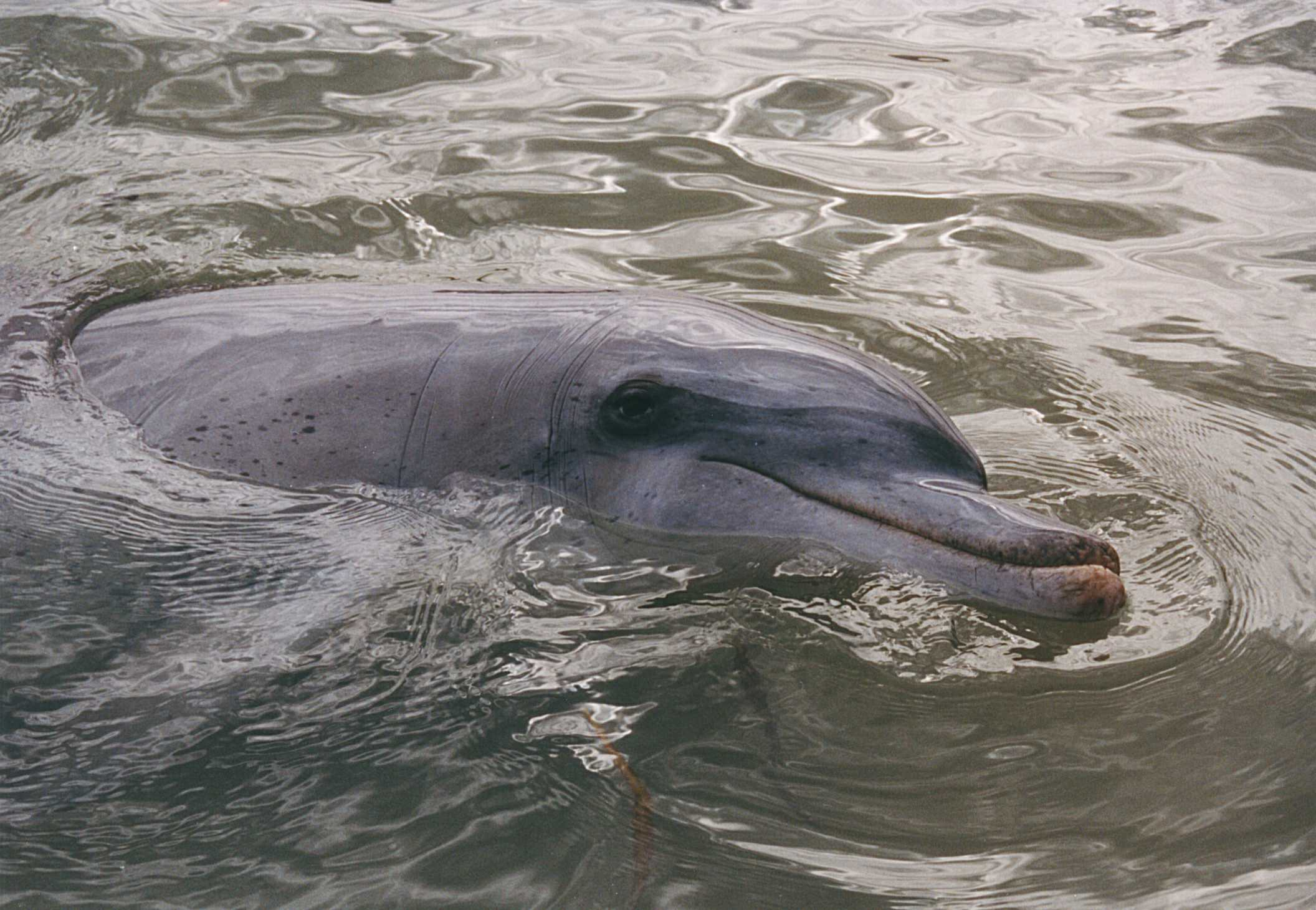
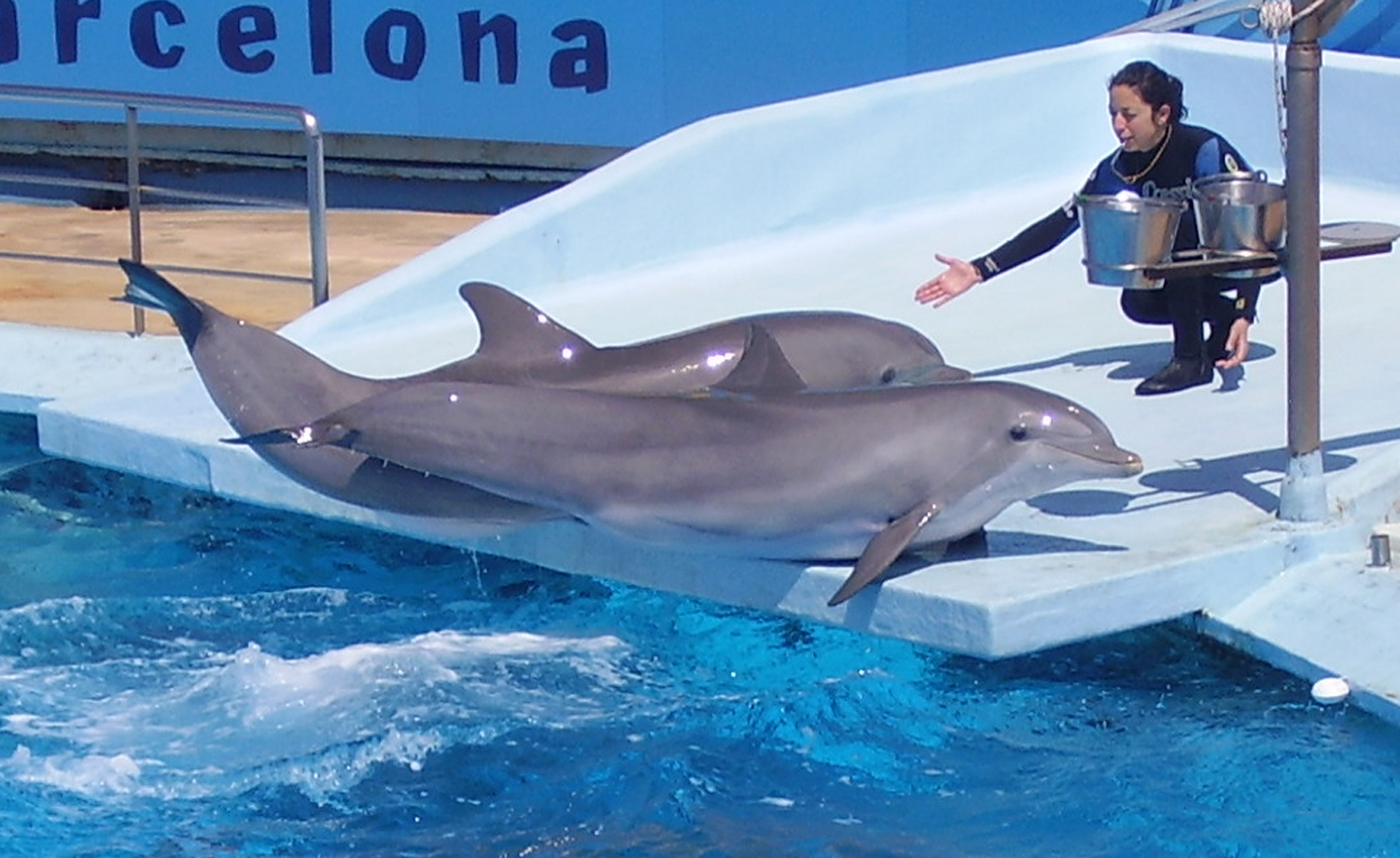
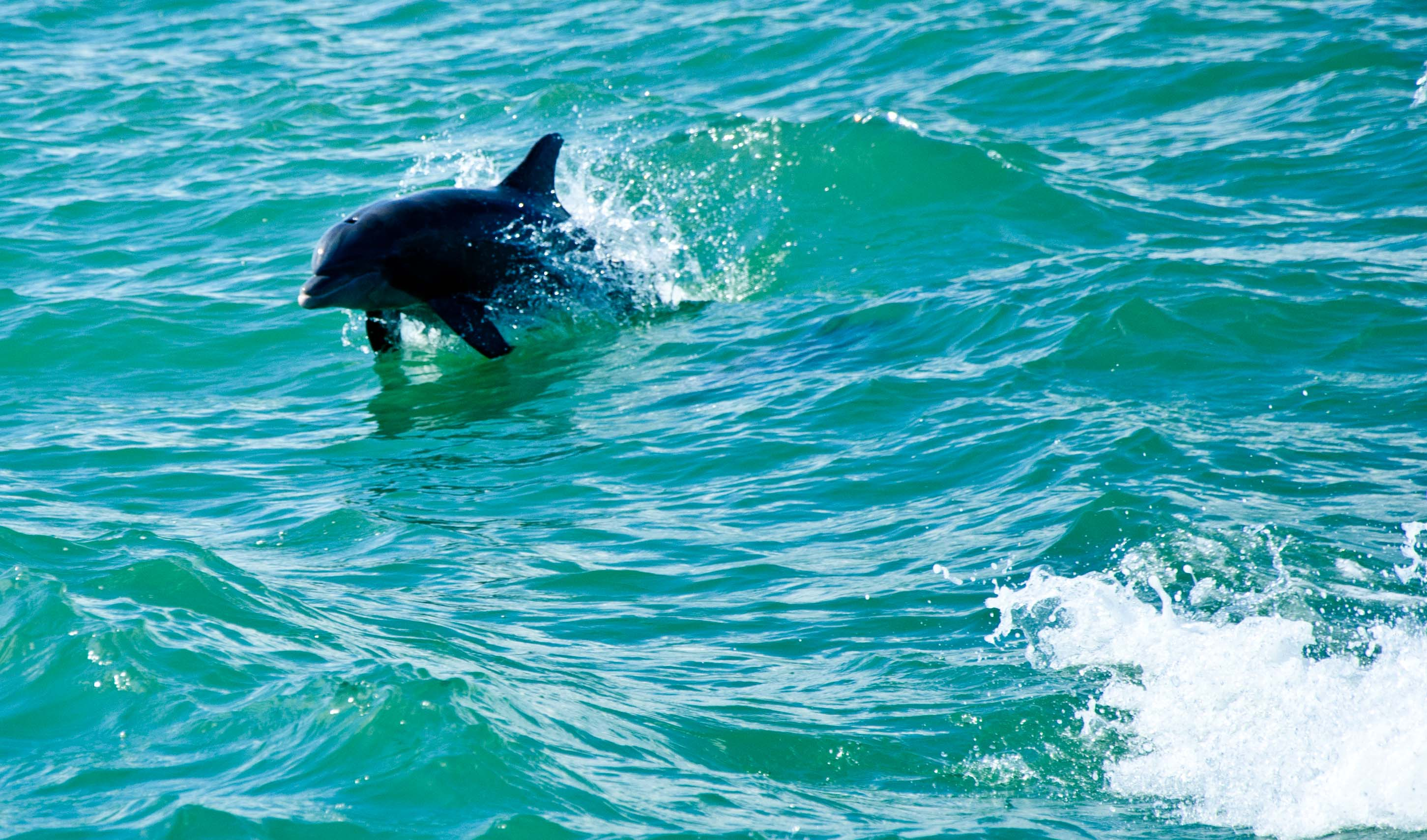